# Bárány Boldizsár
Rendesi Bárány Boldizsár (Gomba, 1793. – Gomba, 1860. november 25.) ügyvéd, író, földbirtokos.

## Élete
Bárány József és Barcza Anna fiaként született (anyja megözvegyülvén később Berzsenyi Istvánhoz ment feleségül). Később mint árvát nagyszülei neveltették. A soproni evangélikus líceumban tanult, 1809-11 között az iskola önképzőkörének tagja volt. 1811 és 1816 között Pesten jogot hallgatott, az eminensek közé küzdötte föl magát. Ezután gombai birtokán gazdálkodott. Frankenburg, aki 1835-ben Gombán gazdálkodott, Emlékiratok című művében szenvedélyesen verselgető különcként jellemzi. Katona József barátja volt.
Költeménye megjelent a Helikonban (Keszthely, 1818.) Több színművet írt és fordított, de ezek egy kivételével kéziratban maradtak. Szinnyei előtt ismeretlen drámái valamennyien 1815 előtt készültek.

## Művei
- Sajdár és Rurik, vagy Margit szigete Pest és Buda között, színmű 4 felvonásban. Bachich Józsefnek hasonló című regénye után (1812. május 11-én adták először Pesten, majd június 8-án, augusztus 21., 1814. január 11-én ugyanott, 1833. október 22-én Budán és 1834-ben, 1836-ban és 1837-ben is egyszer-egyszer.)
- Szittyai magyarok kiindulása Ázsiából a hét magyar kapitán alatt, „vitézi játék” 4 felvonásban. (előadták Székesfehérváron 1819. december 19., majd Kassán 1835. május 6.);
- Rübezahl az óriási hegyekben, vagy zöld leányka, romántos nézőjáték 5 felvonásban (szinre került 1838. június 13-án Debrecenben);
- Bánk bán rostája 1814-ben című munkáját Lipóczy György előszóval és jegyzetekkel a Fővárosi Lapokban (1864.) és a Kisfaludy Társaság Évlapjaiban (Uj foly. III. k.) tette közzé.
- Hárfa Sziget (dráma)
- Jazid Ilderum (dráma)
- Somosváriak (dráma, Szamosváriak és Kolozsváriak címmel is emlegették, bemutatták a szerző megnevezése nélkül. Pest, 1813. január 17.)
- Dévényi Cecilia (dráma)
- Rásdi (dráma)
- Péter király (1858, kézirata a Magyar Nemzeti Múzeumban)

### Nyomtatásban megjelent munkái
- Néhai nemzetes Goldner Mihály úr Soprony városa birájának hamvai felett márczius 21. 1811. a sopronyi m. társaság nevében. Sopron.
- Árpádi ház. Játékszíni hős rajzolat két szakaszban. Székesfehérvár, 1836.